# دوائر في غابة (رواية)
دوائر في غابة هي رواية من تأليف دالين ماتي، كتبت ونشرت في الأصل اللغة الأفريقانية باسم Kringe in 'n Bos في عام 1984. وهو أول كتاب في سلسلتها المكونة من أربع «روايات عن الغابة»، تدور أحداثها في غابة كنيسنا. «روايات الغابة» الثلاث الأخرى هي Fiela se Kind (طفل فييلا) التي نُشرت في عام 1985، وروايات Moerbeibos (غابة التوت) التي نُشرت في عام 1987 و Toorbos (Dreamforest ، التي تُرجمت لاحقًا باسم Karoelina's Forest) التي نُشرت في عام 2003. أصبحت الدوائر في الغابة أفضل -البائع وتمت ترجمته إلى الإنجليزية اللغة البرتغالية واللغة الهولندية والفرنسية والأيسلندية والإسبانية والعبرية والألمانية والسويدية واللغة الإيطالية والفنلندية والنرويجية. الرواية هي قصة قادمة عن سن الرشد عن حطاب أفريقي اسمه شاول بارنارد، يقع في وحول مدينة كنيسنا بجنوب إفريقيا في القرن التاسع عشر، مع التركيز على تأثير حمى الذهب على غابة أوتينيكا، والأفريكانية خويخوئيون. السكان وفيلة كنيسنا.   

## فيلم
تم تحويل القصة إلى فيلم إنجليزي دوائر في غابة في عام 1989.